# Piedone Egyiptomban
A Piedone Egyiptomban (eredeti cím: Piedone d'Egitto) 1980-ban bemutatott olasz–német akció–filmvígjáték, amely a Piedone-tetralógia negyedik és utolsó része. A film főszereplője Bud Spencer, aki utolsó alkalommal játssza el Piedonét, a nápolyi nyomozót. Az élőszereplős játékfilm rendezője Steno, producerei Lucio Bompani és Vittorio Biferale. A forgatókönyvet Adriano Bolzoni és Massimo Franciosa írta, zenéjét Guido és Maurizio de Angelis szerezte. A mozifilm a Merope gyártásában készült, a Titanus forgalmazásában jelent meg. Műfaja bűnügyi filmvígjáték.
Olaszországban 1980. március 1-jén, Magyarországon 1981. április 23-án mutatták be a mozikban, új szinkronnal 1999. szeptember 11-én a TV2-n vetítették le a televízióban.
Az utolsó Piedone-film a maga idejében nem örvendett nagy nézettségnek. Eredetileg egy ötödik részt forgatását is tervezték, amely Brazíliában játszódott volna, de ez nem valósult meg.
A Bodót játszó Baldwyn Dakile Johannesburgban élt és ügyvédként dolgozott, de szoros barátság fűzte Bud Spencerhez. Dakile később politikai indíttatású gyilkosság áldozata lett, mert egy apartheid-ellenes diáklázadáshoz csatlakozott.

## Cselekmény
Rizzo felügyelőnek egy amerikai nőt kell kiszabadítania. Nem sejti, hogy az olajmilliárdos ifjú unokahúgát csalétekként használják egy nagyszabású bűntényhez. A nyomokat követve Kairóba utazik, ahol kiderül: egy másik emberrablási ügy szálai is ide vezetnek. Valahol itt rejtegetnek ugyanis egy professzort is, aki állítólag meg tudja határozni: hol rejt olajat a föld. A két ügy összefügg.

## Szereplők
| Szerep                                 | Színész              | Magyar hang                      | Magyar hang                    |
| Szerep                                 | Színész              | 1. magyar változat (MOKÉP, 1981) | 2. magyar változat (TV2, 1999) |
| -------------------------------------- | -------------------- | -------------------------------- | ------------------------------ |
| Piedone / Rizzo felügyelő              | Bud Spencer          | Bujtor István                    | Kránitz Lajos                  |
| Caputo                                 | Enzo Cannavale       | Zenthe Ferenc                    | Forgács Gábor                  |
| Bodo                                   | Baldwyn Dakile       | Székely Dávid                    | Szalay Csongor                 |
| Zakar                                  | Adel Adham           | Velenczey István                 | Gruber Hugó                    |
| Connie                                 | Cinzia Monreale      | Balogh Emese                     | Spilák Klára                   |
| A svéd                                 | Karl-Otto Alberty    | Mécs Károly                      | Barbinek Péter                 |
| Mr.Burns                               | Robert Loggia        | Szokolay Ottó                    | Szokolay Ottó                  |
| Cerullo professzor                     | Leopoldo Trieste     | Tyll Attila                      | Izsóf Vilmos                   |
| Hassan                                 | Angelo Infanti       | Gáti Oszkár                      | Laklóth Aladár                 |
| Salvatore Coppola, Hassan embere       | Riccardo Pizzuti     | Trokán Péter                     | Rudas István                   |
| Coppola haverja, Hassan embere         | Giancarlo Bastianoni | Gelley Kornél                    | Breyer Zoltán                  |
| Coppola haverja                        | Enzo Maggio          | Márton András                    | Beratin Gábor                  |
| Ferdinando Ruotolo                     | Venantino Venantini  | Makay Sándor                     | Salinger Gábor                 |
| Kevir hadnagy                          | Mahmoud Kabil        | Kovács István                    | Bede-Fazekas Szabolcs          |
| Maria asszony                          | Ester Carloni        | Komlós Juci                      | Kassai Ilona                   |
| Fasírtot evő férfi a repülőn           | Mimmo Poli           | Képessy József                   | Kun Vilmos                     |
| Mageri, a törpe                        | Arnaldo Fabrizio     | Harkányi Endre                   | Lippai László                  |
| Gennarino                              | N/A                  | Verebély Iván                    | Seder Gábor                    |
| Pedellus                               | N/A                  | Komlós András                    | Rajhona Ádám                   |
| Tárlatvezető a múzeumban               | N/A                  | Buss Gyula                       | N/A                            |
| Sétahajó hangosbemondója               | N/A                  | Földessy Margit                  | N/A                            |
| Hamed, a matróz                        | N/A                  | Koroknay Géza                    | N/A                            |
| Mr. Nico, a sokgyerekes apa a reptéren | N/A                  | Szabó Ottó                       | N/A                            |
| A vörös turbános Safir                 | N/A                  | Varga T. József                  | Crespo Rodrigo                 |

## Televíziós megjelenések
- 1. magyar szinkron: TV2 (4. logó),[4] Mozi+, Super TV2, PRIME, Moziverzum, RTL Klub (később), RTL Három, AMC, Duna
- 2. magyar szinkron: TV2 (1. logó), RTL Klub (korábban), Film+, Film+ 2, Prizma TV / RTL+